# LHA 120-S 79
LHA 120-S 79 är en ensam stjärna  i Stora magellanska molnet i södra delen av stjärnbilden Svärdfisken. Den har en skenbar magnitud av ca 13,77 och kräver ett kraftfullt teleskop för att kunna observeras. Baserat på uppmätt parallax enligt Gaia Early Data Release 3 på ca 0,0139 mas beräknas den befinna sig på ett avstånd av ca 163 000 ljusår (ca 50 000 parsec) från solen. Den rör sig bort från solen med en heliocentrisk radialhastighet av ca 290 km/s.

## Egenskaper
Primärstjärnan LHA 120-S 79 är en blå jättestjärna i huvudserien av spektralklass B2 IIIe Den har en radie av ca 35 solradier och utsänder energi från dess fotosfär motsvarande ca 14 000 gånger solen vid en effektiv temperatur av ca 10 600 K. Stjärnan är en RV Tauri-variabel med en period av 37,203 dygn.
Stjärnan kan dock vara mindre ljusstrak än den verkar, eftersom dess spektrala energifördelning är förorenad av en mycket närliggande stjärna, 2MASS J05044388−6858371, som också är en långtidsvariabel stjärna och ligger bara 8 bågsekunder från LHA 120-S 79.

## Anmärkning
1. ↑  Tillämpning av Stefan–Boltzmann-lagen med en nominell effektiv soltemperatur på 5 772 K:
{\displaystyle {\sqrt {(5772/10624)^{4}*14,073}}=35,09\ R\odot }